# سفت‌شدن
گلوله‌شدن یا سفت‌شدن (از واژهٔ لاتین: congelātiō، ت.ت. 'freezing, congealing') اصطلاحی بود که در کیمیاگری قرون وسطی و اوایل مدرن برای فرآیندی که امروزه به عنوان تبلور شناخته می‌شود استفاده می‌شد.
در «راز کیمیاگری» (Secreta alchymiae) منسوب به خالد بن یزید (ح. 668–704 or 709)، این یکی از "چهار عملیات اصلی"، همراه با حل شدن (Solution)، "سفید شدن" (Albification) و "قرمز شدن" (Rubification) است.